# Manuel Soeiro
Manuel Esteves Soeiro Vasques (Barreiro, 1909. március 17. – 1977. február) portugál labdarúgó.